# فيرونغا (فلم)
فيرونغا (بالإنجليزية: Virunga) هو فيلم وثائقي تم إنتاجه في المملكة المتحدة والكونغو وصدر في سنة 2014. الفيلم من إخراج أورلاندو فون آنسيديل وكتابة أورلاندو فون آنسيديل.

## وصلات خارجية
- مقالات تستعمل روابط فنية بلا صلة مع ويكي بيانات